# Noob
Noob (zapis w leet speak: n00b) – określenie stosowane w slangu internetowym nacechowane negatywnie. Oznacza osobę, która jest początkujaca lub jej umiejętności techniczne związanie z informatyką są niewielkie. Wraz ze wzrostem popularności internetu i komputerowych gier wieloosobowych słowo to zaczęło oznaczać także gracza o niskich umiejętnościach, osobę niedoświadczoną, która nie chce lub nie potrafi się rozwijać.